# John Reeberg
John Reeberg (Paramaribo, 19 oktober 1947) is een voormalig Surinaams-Nederlands karateka.
Hij werd in 1977 wereldkampioen in teamverband, samen met Otti Roethof en Ludwig Kotzebue. Hij was Europees kampioen zwaargewicht in 1978 en 1979 en won de bronzen medaille tijdens de wereldkampioenschappen karate van 1982 in Taipei.